# Saharska pezeta
Saharska pezeta je valuta koja se koristi u Saharskoj Arapskoj Demokratskoj Republici, separatističkoj oblasti bivše Zapadne Sahare koja sada pripada Maroku. S obzirom na to da Saharska Arapska Demokratska Republika nije međunarodno priznata država, ni njena valuta nema međunarodni kod. Lokalna kratica je "₧". Jedna pezeta se dijeli na 100 centima.
Kovani novac se izdaje u apoenima od 1, 2, 5, 50, 100, 200, 500 pezeta.
Prvi put je uvedena 1990. godine ali tek je 1997. prihvaćena kao nacionalna valuta.